# Rivoluzioni atlantiche

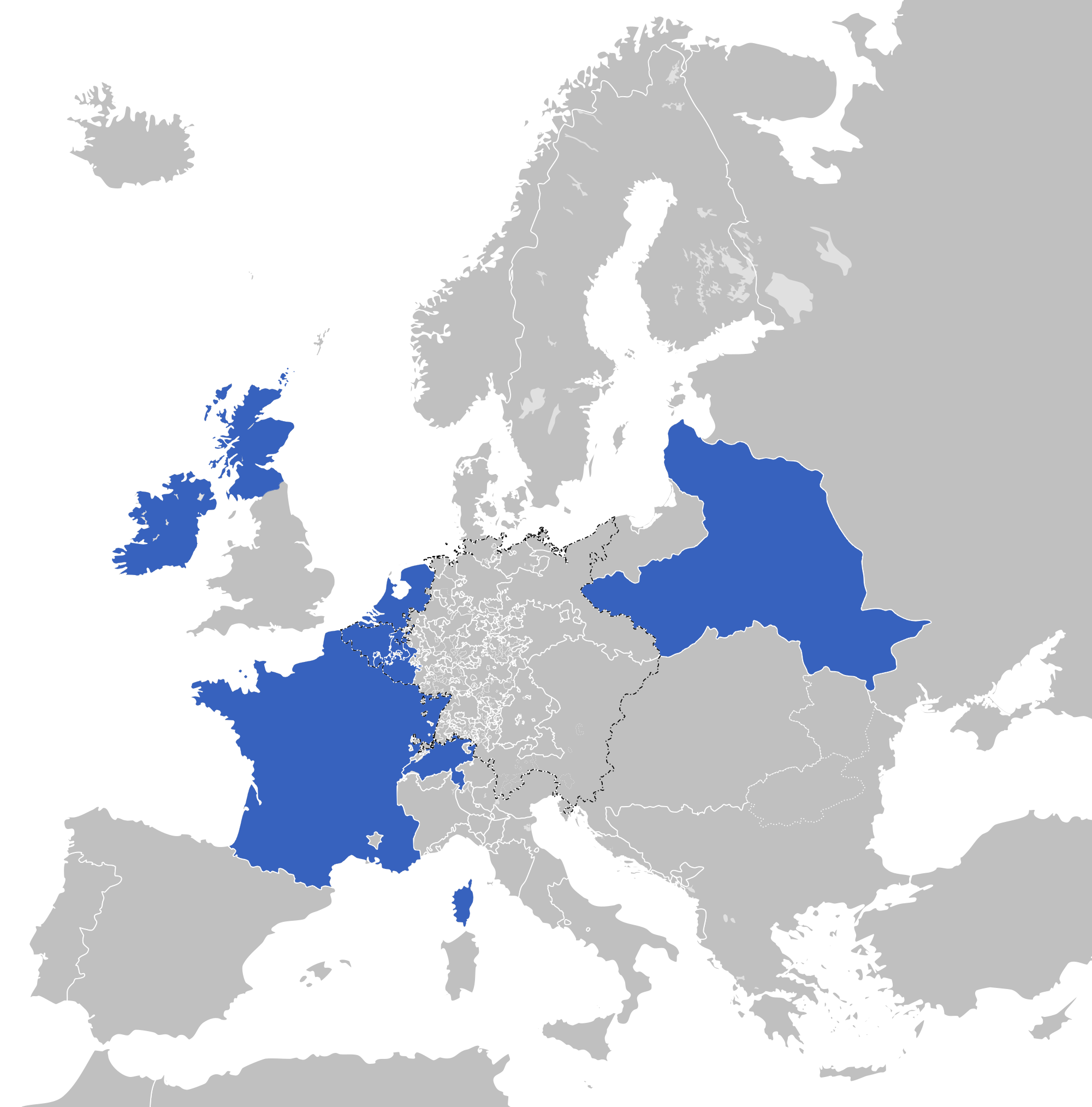
I territori europei influenzati dalle rivoluzioni atlantiche

Le rivoluzioni atlantiche furono un'ondata rivoluzionaria tra la fine del XVIII secolo e l'inizio del XIX secolo, associate prevalentemente al Mondo Atlantico nell'era compresa tra gli anni '70 del Settecento e gli anni '20 dell'Ottocento.
Esse ebbero luogo sia nelle Americhe che in Europa, come ad esempio negli Stati Uniti (1775–1783), in Francia e nelle colonie controllate dalla Francia (1789–1814), ad Haiti (1791–1804), in Irlanda (1798) e nell'America spagnola (1810–1825). Vi furono sollevazioni minori anche in Svizzera, in Russia ed in Brasile. I rivoluzionari di ciascun paese sapevano che altri avrebbero cercato di emularli seguendo l'esempio di queste rivoluzioni.
I movimenti indipendentisti nel Nuovo Mondo ebbero inizio con la Rivoluzione americana, 1775–1783, dove Francia, Paesi Bassi e Spagna diedero la loro assistenza ai nuovi Stati Uniti d'America per assicurarsi l'indipendenza dalla Gran Bretagna. Negli anni '90 del Settecento scoppiò la Rivoluzione haitiana. Con la Spagna coinvolta nelle guerre europee, gran parte delle colonie spagnole si assicurarono l'indipendenza dalla madrepatria attorno al 1820.
In una prospettiva a lungo termine, le rivoluzioni ebbero tutte successo. Esse riuscirono a diffondere gli ideali del liberalismo e del repubblicanesimo, detronizzando le aristocrazie, i re e le chiese costituite, enfatizzando gli ideali dell'Illuminismo, come ad esempio l'eguaglianza di tutti gli uomini, la giustizia sociale e molti altri punti. Venne dimostrato come fosse possibile ribaltare l'ordine costituito del mondo creando un governo ex novo.

## Rivoluzioni nazionali
- Rivoluzione corsa (1755–1769)
- Rivoluzione americana (1765–1783)
- Rivoluzione di Ginevra del 1782

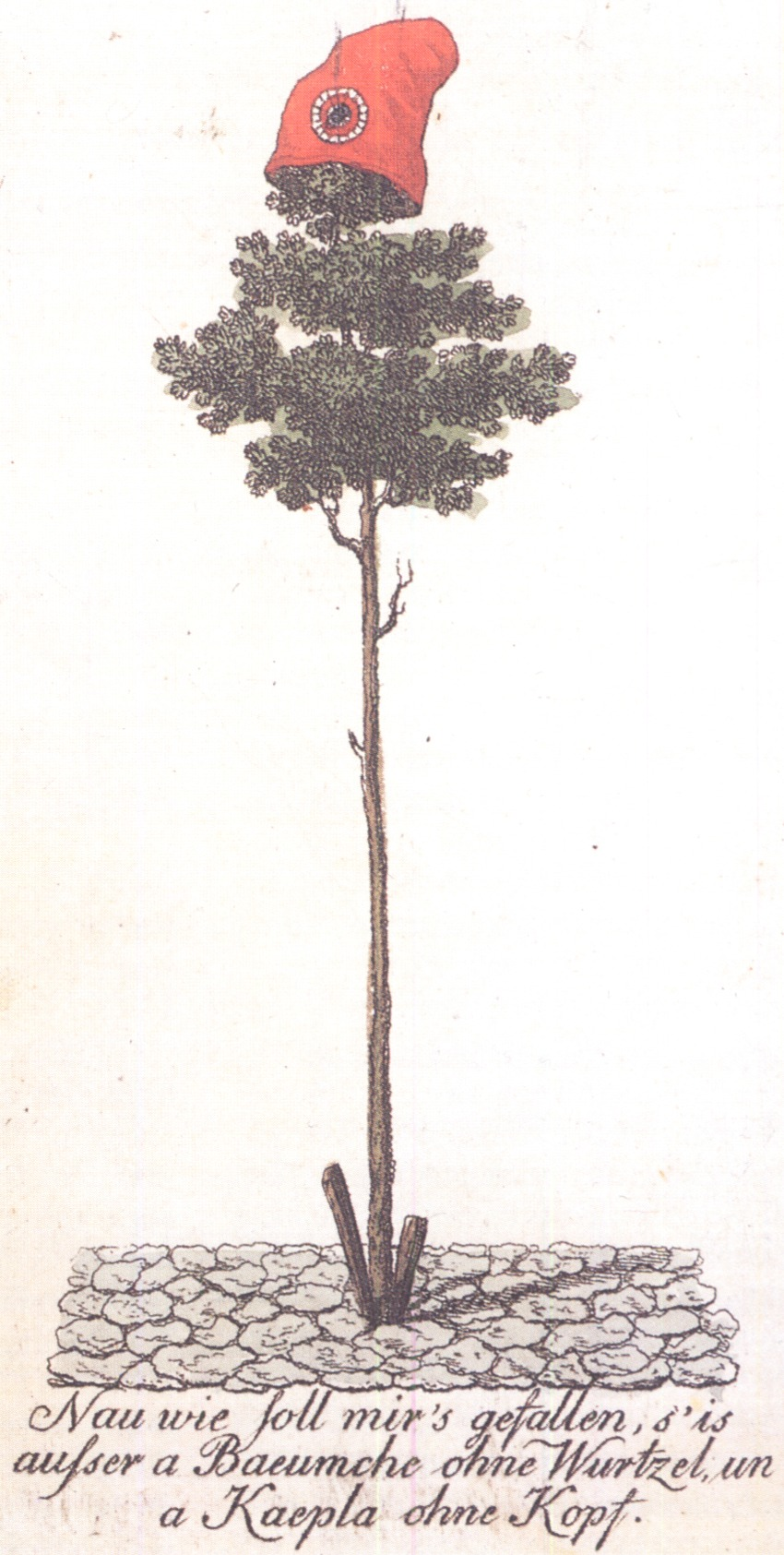
Un albero della libertà sormontato da un berretto frigio issato a Magonza nel 1793. Questi simboli vennero utilizzati da diversi movimenti rivoluzionari in diversi periodi.

- Rivolta dei patrioti olandesi (1785)
- Rivoluzione francese (1789–1799)
- Rivoluzione di Liegi (1789–1795)
- Rivoluzione del Brabante (1790)
- Rivolte di schiavi nelle Isole Vergini nel 1790, 1823 e 1830.
- Guerre d'indipendenza latinoamericane
  - Rivoluzione haitiana (1791–1804)
  - Movimenti rivoluzionari brasiliani
    - Cospirazione delle miniere nel Minas Gerais, Brasile (1789)
    - Rivolta di Bahia (Conjuração Baiana) a Bahia, Brasile (1798)
    - Rivolta di Pernambuco a Pernambuco, Brasile (1817)
    - Dichiarazione d'indipendenza brasiliana (1821–1824)

  - Insurrezione di José Leonardo Chirino, Venezuela (1795)
  - Guerre d'indipendenza nell'America spagnola (1808–1833)
    - Guerra d'indipendenza argentina
      - Rivoluzione di maggio (Argentina e paesi vicini, 1810)

    - Guerra d'indipendenza cilena
    - Guerra d'indipendenza peruviana
    - Guerra d'indipendenza boliviana
    - Carriera militare di Simón Bolívar (America settentrionale e sud-occidentale)
    - Guerra d'indipendenza ecuatoriana
    - Patria Boba (Colombia)
    - Guerra d'indipendenza venezuelana
    - Guerra d'indipendenza messicana
- Guerra in difesa della costituzione polacca (1792) e Rivolta di Kościuszko (1794)
- Stäfner Handel nel Cantone di Zurigo, Svizzera (1794–1795)
- Rivoluzione bataviana (1795)
- Rivolta degli schiavi di Curaçao (1795)
- Bush War, Saint Lucia (1795)
- Ribellione di Fédon, Grenada (1796–1796)
- Seconda guerra dei cimarroni, Giamaica (1795–1796)
- Seconda guerra del Carib, Saint Vincent (1795–1797)
- Ribellione scozzese (1797)
- Ribellione irlandese (1798)
- Guerra d'indipendenza spagnola (1807–1814)

Molte di queste rivoluzioni posero al centro dei loro ideali il rispetto dei "diritti dell'uomo" e della libertà individuale; tale idea (predicata sulla base di lavori di John Locke e Jean-Jacques Rousseau) sviluppò il concetto di sovranità popolare; il credo in un "contratto sociale", portò alla codificazione di costituzioni scritte; un certo complesso di convinzioni religiose spesso associate al deismo di Voltaire e all'agnosticismo portarono a venerare spesso la Ragione, aborrendo il feudalesimo e la monarchia. Le Rivoluzioni americane ebbero in comune anche l'uso di simboli specifici come la parola "patriota" utilizzata da diversi gruppi rivoluzionari; lo slogan "Libertà", il berretto frigio, la Libertà come divinità (o Marianna), l'albero della libertà e così via.

## Personalità di spicco e movimenti
- George Washington (Stati Uniti)
- Thomas Jefferson (Stati Uniti)
- Alexander Hamilton (Stati Uniti)
- Benjamin Franklin (Stati Uniti)
- Sons of Liberty (Nord America)
- Marchese di Lafayette (Francia e Nord America)
- Patrioti (Paesi Bassi)
- Société des Amis des Noirs (Francia)
- Napoleone Bonaparte (Francia ed Europa)
- Richard Price e Joseph Priestley (Gran Bretagna)
- Club dei Giacobini (Francia, 1789–1794)
- Loggia Lautaro
- Maximilien Robespierre (Francia)
- Pasquale Paoli (Corsica)
- Society of United Irishmen (Irlanda, 1791–1804)
- Thomas Paine (Gran Bretagna e Nord America)
- Society of the Friends of the People (Gran Bretagna, 1792-)
- Society of the United Scotsmen (Scozia)
- Society of the United Englishmen
- Wolfe Tone (Irlanda)
- Toussaint Louverture ad Haiti
- London Corresponding Society (Londra)
- Francisco de Miranda
- Société des Fils de la Liberté (Québec)
- Tadeusz Kościuszko
- Inconfidência Mineira (Brasile, 1789)
- Conjuração baiana (Brasile, 1798)
- Simón Bolívar (Venezuela, Colombia, Ecuador, Perù, Bolivia)
- José de San Martín (Argentina, Cile, Perù)
- José María Morelos y Pavón (Messico)
- Miguel Hidalgo y Costilla (Messico)
- Agustín de Iturbide (Messico)
- Vicente Guerrero (Messico)